# Drosophila pengi
Drosophila pengi är en tvåvingeart som beskrevs av Toyohi Okada och Syo Kurokawa 1957.

## Taxonomi och släktskap
Drosophila pengi ingår i undersläktet Drosophila och artgruppen Drosophila melanica. Arten räknades fram till 2014 som en synonym till Drosophila tsigana men korsningsexperiment visade att populationer inom D. tsigana var reproduktivt isolerade och därför återfick D. pengi sitt status som egen art. Utöver detta inkluderades även nya population från Myanmar och Kina och den tidigare arten Drosophila bisetata synonymiserades med D. pengi.

## Utbredning
Artens kända utbredningsområde inkluderar Japan, Kina och Myanmar.